# The Brew (Band)
The Brew ist eine britische Rockband.

## Geschichte

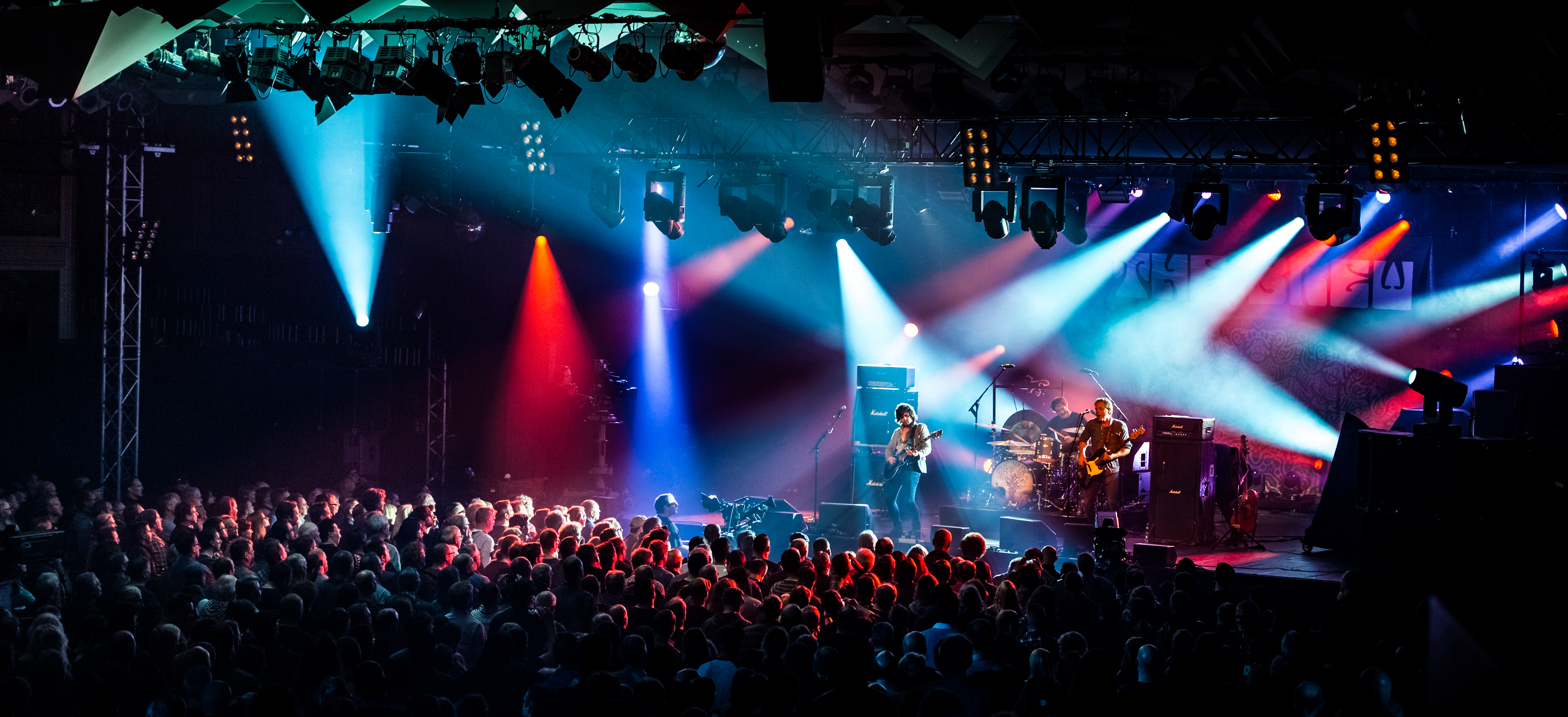
The Brew live bei den Leverkusener Jazztagen 2017

Die Band besteht aus dem Bassisten Tim Smith, seinem Sohn Kurtis Smith am Schlagzeug und dem Gitarristen Jason Barwick. Anfänglich steuerte Tim Smith den Gesang bei, ab 2008 übernahm das zunehmend Barwick. Das Trio aus dem nordostenglischen Grimsby spielt etwa seit 2005 zusammen, als die beiden jüngeren Mitglieder noch Teenager waren. Bereits 2006 veröffentlichten sie ein Debütalbum, das wie die Band The Brew hieß. Damit und mit dem zweiten Album The Joker zwei Jahre später erregten sie europaweit Aufmerksamkeit. 
Vor allem gründete sich ihr Erfolg aber auf ihre Livevorstellungen. Bei der Rock'n' Blues Custom Show 2006 in Derbyshire wurden sie nach einem Auftritt gleich für einen zweiten Auftritt am Folgetag auf die Hauptbühne geholt und für das Jahr darauf erneut verpflichtet. Vom Magazin It's Only Rock'n' Roll (dem Magazin des Rolling-Stones-Fanclubs) wurden sie zur besten Band 2006/07 gewählt. Beim Maasboulevard Festival in Rotterdam waren sie Headliner und traten 2007/08 ebenfalls zwei Jahre in Folge auf. Von Spanien bis Polen gaben sie Konzerte und waren auf Rockfestivals in ganz Europa vertreten. Ein weiterer Höhepunkt war der für das deutsche Fernsehen aufgezeichnete Auftritt im WDR-Rockpalast im Juli 2009. 
Ihr 2010er Album A Million Dead Stars erschien beim deutschen Label Jazzhaus Records und wurde von Chris West produziert, der schon mit The Verve, Status Quo und Uriah Heep zusammengearbeitet hatte.

## Diskografie

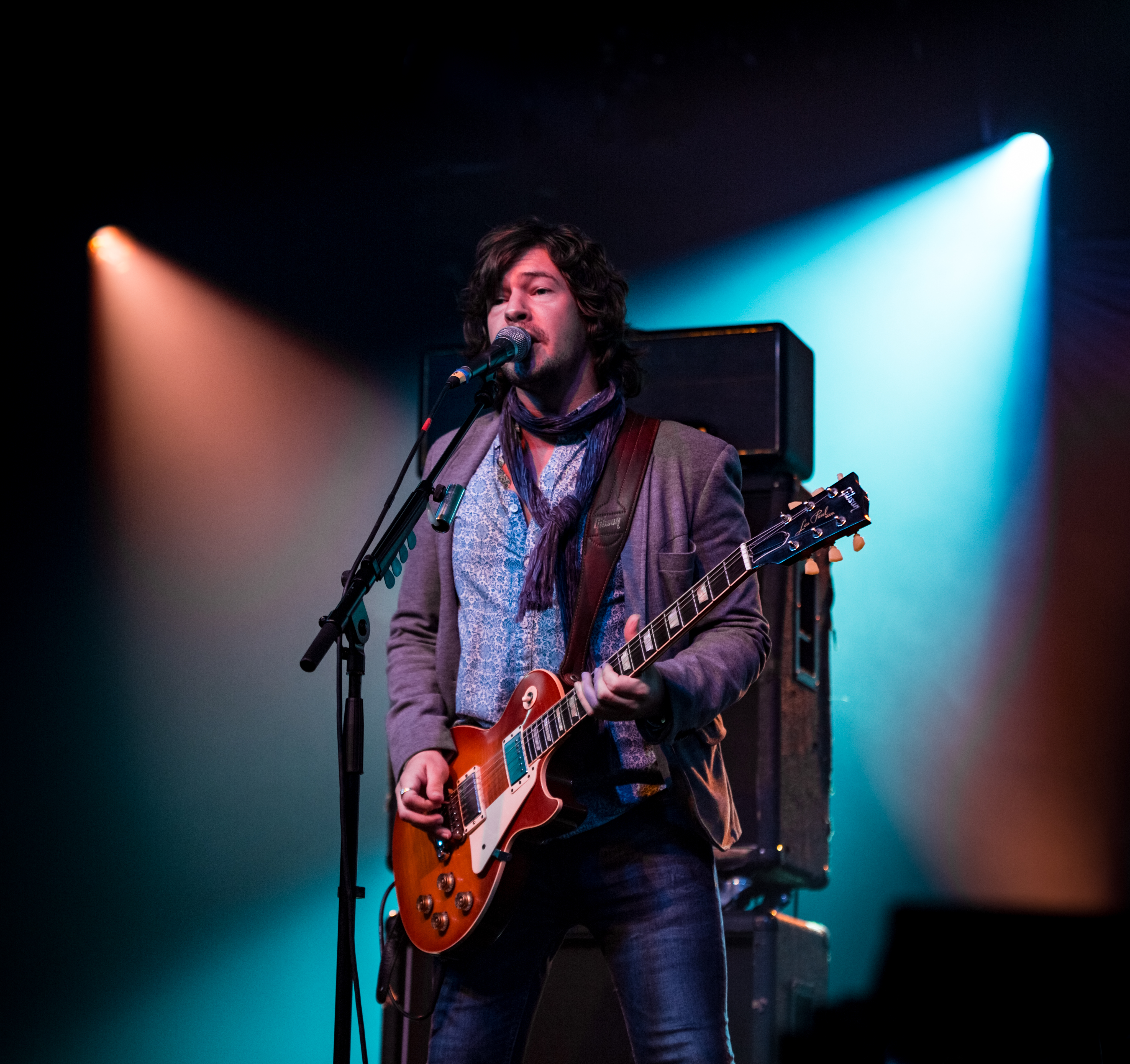
Jason Barwick 2017

### Studioalben
- 2006: The Brew
- 2008: The Joker
- 2010: A Million Dead Stars
- 2011: The Third Floor
- 2014: Control
- 2016: Shake the Tree
- 2018: Art of Persuasion

### EPs
- 2007: Fate and Time

### Singles
- 2013: Trouble Free
- 2014: Repeat
- 2014: Skip
- 2015: Mute

### Live-Aufnahmen
- 2008: Live in Belgium (Live-DVD, aufgenommen im März 2008)
- 2010: Live at Luna Lunera (Live-DVD, aufgenommen im August 2010)
- 2012: Live in Europe (September 2012)